# Leroy 01
El Leroy 01 (01, por ser el primero de una numeración especial), también conocido como Lucie, es una excepcional combinación de reloj de bolsillo y de reloj astronómico, una obra maestra única de relojería y de orfebrería de lujo. Es una de las piezas más legendarias y prestigiosas del mundo, emblema del saber hacer relojero de la firma L.Leroy de París, y que sería conocido como el reloj más complicado del mundo durante casi un siglo (1900-1989). Exponente de la relojería francesa de grandes complicaciones, recibió en el año 1900 el gran premio especial del jurado durante la Exposición Universal celebrada en París.

## Historia

### Encargo
Este modelo personalizado, único y excepcional, fue encargado en 1897 por António Augusto Carvalho Monteiro (1848-1920) (un rico heredero portugués de Lisboa, dueño del imperio del café de Brasil, y propietario entre otras fincas del palacio da Regaleira en Portugal) al prestigioso maestro relojero Louis Leroy (hijo de Charles -Louis Leroy, nieto de Basile Leroy, fundador de la firma L.Leroy de París en 1785). Gran aficionado y coleccionista de este tipo de relojes, le pidió que creara un reloj mecánico y astronómico que reuniera "todo lo que la ciencia y la mecánica permitieran conseguir en el volumen de un reloj".

### Diseño
El reloj se ensambló en los talleres de L.Leroy de Besanzón, capital histórica de la relojería francesa. Se necesitaron siete años de trabajo experto (1897-1904) para construirlo. La pieza dispone de una doble esfera (una a cada lado) de 71 mm de diámetro y pesa 228 gramos. Su caja y sus elementos decorativos son de oro cincelado de 18 quilates, y dispone de un remontuar en forma de corona con incrustaciones de piedras preciosas. Integró un número récord de movimientos, compuestos por 975 piezas (ensambladas en 4 niveles de mecanismos), para visualizar las horas-minutos-segundos, así como de un número récord de 26 complicaciones (funciones distintas a la de dar la hora), incluyendo un calendario perpetuo con día, mes, años, años bisiestos, fases de la luna, indicación de las estaciones del año, solsticios, equinoccios, ecuación del tiempo, cronógrafo (con puesta a cero), indicador de reserva de marca, sonerías grande y pequeña, carillón de 3 tonos repitiendo la hora, cuartos y minutos, tres representaciones del cielo de París, de Lisboa y de Río de Janeiro, estado del cielo del hemisferio norte y del hemisferio sur, signo zodiacal, la hora de 125 ciudades alrededor del mundo, la hora del orto y del ocaso de Lisboa, termómetro, higrómetro, barómetro, altímetro, brújula.

### Museo del Tiempo de Besançon
La familia heredera puso el reloj a la venta en 1953 por 2 millones de francos. Fue adquirido e incluido en 1957 en la colección del "Museo del Tiempo" del Museo de Bellas Artes y Arqueología de Besanzón (a través de un comité nacional de suscripción iniciado por la curadora del museo Marie-Lucie Cornillot, motivo por el que el reloj empezó a ser conocido como "Lucie" en referencia a su nombre de pila. Desde entonces se ha expuesto junto con la colección de relojes históricos de Besanzón, el "Museo del Tiempo" inaugurado en 2002.

## Reconocimientos
- Gran Premio Especial del Jurado de la Exposición Universal de París en 1900
- 1900 a 1989: Reconocido como El reloj más complicado del mundo desde hace casi un siglo

El título de "el reloj más complicado del mundo" fue asumido en 1989 por el reloj de bolsillo Calibre 89, fabricado por la firma suiza Patek Philippe & Co. con motivo del 150 aniversario de la marca (con 9 cm de diámetro, 1728 piezas y 33 complicaciones).